# San Benedetto Ullano
San Benedetto Ullano (albanès Shën Benedhiti) és un municipi italià, dins de la província de Cosenza. L'any 2006 tenia 1.666 habitants. És un dels municipis on viu la comunitat arbëreshë. Limita amb els municipis de Fuscaldo, Lattarico i Montalto Uffugo.

## Administració
| Període | Identitat        | Partit        |
| ------- | ---------------- | ------------- |
| 2006-   | Gianni Carnevale | Llista cívica |